# 8865 Yakiimo
8865 Yakiimo è un asteroide della fascia principale. Scoperto nel 1992, presenta un'orbita caratterizzata da un semiasse maggiore pari a 3,0071659 UA e da un'eccentricità di 0,2360894, inclinata di 7,87289° rispetto all'eclittica.